# L'Homme aux colts d'or
Pour plus de détails, voir Fiche technique et Distribution.
Ne doit pas être confondu avec L'Homme au pistolet d'or (film).
L'Homme aux colts d'or (titre original : Warlock) est un film américain réalisé par Edward Dmytryk, sorti en 1959.

## Synopsis
Le clan de cow-boys du ranch McQuown terrorise le village de Warlock situé dans l'Utah. Après que les cow-boys ont chassé le shérif, un comité de citoyens décide de faire appel à un prévôt, un tueur, qui sera chargé par contrat de débarrasser la cité des cow-boys. Un homme s'est construit une légende dans ce domaine : Clay Blaisedell, à qui des admirateurs ont offert une paire de pistolets à crosse d'or. Il accepte l'offre, à condition d'être accompagné de Tom Morgan, autre as du revolver et souffrant de pied bot.
Écœuré par les tueries, Johnny Gannon quitte la bande de McQuown et accepte la charge de shérif suppléant avec un objectif, imposer le respect de la loi contre toute violence, qu'elle vienne de la bande de cow-boys, ou de Blaisedell et Morgan.

## Fiche technique
- Titre : L'Homme aux colts d'or
- Titre original : Warlock
- Réalisation : Edward Dmytryk
- Scénario : Robert Alan Aurthur, d'après le roman de Oakley Hall
- Production : Edward Dmytryk
- Musique : Leigh Harline
- Photographie : Joseph MacDonald
- Montage : Jack W. Holmes
- Décors : Stuart A. Reiss et Walter M. Scott
- Costumes : Charles Le Maire
- Pays d'origine : États-Unis
- Format : Couleurs - 2,35:1 - Mono - 35 mm
- Genre : Western
- Durée : 122 minutes
- Date de sortie : 1er avril 1959
- Lieu de tournage : région de Moab, Utah et studios de la 20th Century Fox, Los Angeles, Californie, IMDb
- Affiche : Boris Grinsson (France)

## Distribution
- Henry Fonda (VF : Claude Péran) : Clay Blaisedell
- Richard Widmark (VF : Jacques Deschamps) : Johnny Gannon
- Anthony Quinn (VF : André Valmy) : Tom Morgan
- Dorothy Malone (VF : Lita Recio) : Lily Dollar
- Dolores Michaels (VF : Claire Guibert) : Jessie Marlow
- DeForest Kelley (VF : Yves Furet) : Curley Burne
- Wallace Ford (VF : Paul Villé) : Juge Holloway
- Tom Drake (VF : Jacques Beauchey) : Abe McQuown
- Richard Arlen (VF : Albert de Médina) : Bacon
- Regis Toomey (VF : Pierre Michau) : Skinner
- Don Beddoe (VF : Raymond Rognoni) : Dr Wagner
- Bartlett Robinson (VF : Jean Violette) : Buck Slavin
- Vaughn Taylor (VF : Robert Le Béal) : Henry Richardson